# Jevhen Pavlov
Jevhen Stepanovyč Pavlov (in ucraino Євген Степанович Павлов?; traslitterazione anglosassone: Yevhen Stepanovych Pavlov; Sebastopoli, 12 marzo 1991) è un calciatore ucraino, attaccante del Radnik Surdulica.

## Palmarès

### Club

#### Competizioni nazionali
- Prva Liga Srbija: 1

Radnik Surdulica: 2024-2025